# ロッテ (ドイツの歌手)
ロッテ（Lotte 出生名 シャーロット・レッバッハ Charlotte Rezbach、1995年7月14日 - ）は、ドイツ、ラーヴェンスブルク郡生まれの歌手・シンガーソングライター。代表曲は、Max Giesinger (マックス・ギージンガー）とデュエットした「Auf das, was da noch kommt」(2019 年)。

## 来歴
1995 年に ラーヴェンスブルク郡で生まれる。子供の頃から、歌のレッスンを受け、ギター、ピアノ、バイオリンを学ぶ。 ラーベンスブルクの聖コンラッド教育センターに通い、その後スポーン体育館に通った。 公式の伝記によると、彼女は 13 歳で最初の曲を書いた。 高校を卒業後、彼女はオーストリアのインスブルックで哲学を学んだ。
2016 年夏、彼女は Max Giesinger、Benne、Johannes Oerding などのミュージシャンのサポート アクトとして、最初はバンドの伴奏なしでフェスティバルに出演した。同年、自身の YouTube チャンネルで自分の曲をいくつかリリースした。
現在はベルリンに在住。
デビューシングルは 2017 年 3 月にリリースされた。4 月に彼女は音楽レーベル コロンビアレコードドイツとサインし契約を行った。 1 月後に、2枚目のシングル、「Flight Reflex」がリリースされ、YouTube でリリック ビデオが公開された。
2017年7月には 3枚目のシングル「Pauken」をリリースし、2017年9月にはデビューアルバム『Querfeldein』をリリース、ドイツのアルバムチャートで 30 位にランクインした。 アルバムのツアーは2017年秋から2018年春まで行われた。 2018年2月にニューシングル「Farben」をリリースし、2019年10月には2枚目のアルバム『Glück』をリリース。
2019年8月にMax Giesinger とデュエットした「Auf das, was da noch denn」をリリース。
2020年、タレントショー『Dein Song』 の第12 シーズンで、彼女は陪審員を務めた。 
2022年4 月から6月に放送された『Sing mein Song - Das Tauschkonzert』 の第9 シーズンに参加した。 
2022年5月27 日、 3枚目のスタジオアルバム『Woran hältst Du dich fest, wenn alles zerbricht?』をリリース。

## 作品

### EPs
| 年   | タイトル レーベル          | 備考                  |
| ---- | -------------------------- | --------------------- |
| 2016 | Lotte Big Me Entertainment | 2016年8月12日リリース |

### アルバム
| 年   | タイトル レーベル                                                        | 最高位     | 最高位       | 最高位     | 備考                   |
| 年   | タイトル レーベル                                                        | ドイツ     | オーストリア | スイス     | 備考                   |
| ---- | ------------------------------------------------------------------------ | ---------- | ------------ | ---------- | ---------------------- |
| 2017 | Querfeldein Columbia Records (Sony)                                      | 30 (1 Wo.) | —            | —          | 2017年9月15日リリース  |
| 2019 | Glück Columbia Records (Sony)                                            | 19 (3 Wo.) | —            | —          | 2019年10月11日リリース |
| 2022 | Woran hältst Du dich fest, wenn alles zerbricht? Columbia Records (Sony) | 12 (3 Wo.) | —            | 56 (1 Wo.) | 2022年6月27日リリース  |